# 特鲁瓦工程技术大学
特鲁瓦工程技术大学（法語：Université de technologie de Troyes，縮寫UTT），也称为特鲁瓦技术大学，是法国一所的大学，属于法国精英教育体系范畴。该校始建于1994年9月，专注培养理工学人才及职业化的工程师人才。2016年在法国教育杂志《l'étudiant》的五年制工程师学校排名中位列第五。

## 学院简介
作为三所法国工程技术大学集团（UT大学集团）之一的特鲁瓦工程技术大学是法国大学校长会议（CPU）、高等专业学院会议（CGE）和工程师学院院长会议（CDEFI）的成员。它与贝尔福-蒙贝利亚尔技术大学（UTBM）和贡皮埃涅技术大学（UTC）以及设立在中国上海的上海大学中欧工程技术学院（UTSEUS）共同组成一个以教育、科研和技术转让为使命的技术大学网络。自2015年起，该校从勃艮第大学体系转入香槟大学（已解体）体系的行政管辖。它结合了法国特有的工程师精英教育模式和传统的大学学术教育模式，能颁发工程师文凭，研究硕士，职业硕士，职业学士及博士多种学位。它通过设置适合外国留学生的课程交换计划，推行积极的国际发展政策。
汤姆逊公司和法国电信的名誉主席，前法国经济和财政部部长布莱顿（Thierry Breton）曾任出任该校校长。现任校长为Pierre Koch。

## 地理环境
学校坐落于法国大东部大区奥布省的首府特鲁瓦，毗邻高新工业园区。

## 专业情况
特鲁瓦工程技术大学为综合工程师学校，其提供五年的工程师教育，包括两年的预备教育（le tronc commun）以及三年的工程师专业教育。专业包括:
- 信息技术与信息系统（Informatique et Systèmes d’Information)
- 信息网络及电信系统 (Réseaux et Télécommunications)
- 工业工程 (Génie Industriel)
- 机械工程 (Génie Mécanique )
- 材料：技术与经济 (Matériaux : Technologie et économie)
- 工业信息化与自动化 (Automatique et Informatique Industrielle)

此外，该校还可攻读职业学士，硕士及博士文凭。博士点包括社会可持续发展学，材料机械光学及纳米技术，系统优化与安全。

## 排名
| 排名                                    | 2019年 | 2020年 |
| --------------------------------------- | ------ | ------ |
| 《学生杂志》L’Étudiant                  |        | 23     |
| 《费加罗报》学生专刊 Le Figaro Étudiant |        | 26     |
| Usine Nouvelle                          | 50     | 25     |
| DAUR                                    | 57     | 54     |

## 外部連結
- 特鲁瓦工程技术大学官方网站 （页面存档备份，存于）

1. ↑  . L’Étudiant.   [2020-07-05]. （原始内容存档于2020-02-12）.
2. ↑  figaro, le. . Le Figaro Etudiant.   [2020-05-10]. （原始内容存档于2021-04-01） （法语）.
3. ↑  . Usine Nouvelle.   [2020-07-05]. （原始内容存档于2021-04-20）.
4. ↑  . Data Analysis for University Rankings.   [2020-07-05]. （原始内容存档于2019-10-03）.